# Donald Bailey
Donald Orlando „Duck“ Bailey (26. března 1933 Filadelfie, Pensylvánie – 15. října 2013 Montclair, Kalifornie) byl americký jazzový bubeník. V letech 1956–1964 hrál ve skupině varhaníka Jimmyho Smithe, se kterým rovněž nahrál řadu alb. V následujících letech působil v Los Angeles jako studiový hudebník a později se usadil v Japonsku, kde spolupracoval s mnoha zdejšími jazzovými hudebníky. Během své kariéry natočil několik alb pod svým jménem a spolupracoval s mnoha hudebníky, mezi které patří Hampton Hawes, Harold Land, Oliver Nelson, George Benson, Sarah Vaughan nebo Carmen McRae.